# (34056) 2000 OJ42
2000 OJ42 (asteroide 34056) é um asteroide da cintura principal. Possui uma excentricidade de 0.12333740 e uma inclinação de 10.07883º.
Este asteroide foi descoberto no dia 30 de julho de 2000 por LINEAR em Socorro.